# Hazarşah, Solhan
Hazarşah là một xã thuộc huyện Solhan, tỉnh Bingöl, Thổ Nhĩ Kỳ. Dân số thời điểm năm 2010 là 2.615 người.